# Alcatel One Touch 990
El teléfono Alcatel One Touch 990 (conocido también como Alcatel OT-990) es un teléfono producido por la empresa Alcatel Mobile Phones y sacado a la venta en febrero de 2012. Cuenta con una pantalla táctil de 3,5 pulgadas con resolución de 320 x 480 píxeles, cámara trasera de 5 MP con flash led y cámara frontal con resolución VGA, sistema operativo Android 2.2.2 (Froyo) ejecutado por un ARMv6 a 800 MHz.
Alcatel liberó la actualización oficial a Android 2.3 (Gingerbread) para algunos países como las Filipinas. Sin embargo, el teléfono se puede actualizar de forma no oficial a dicha versión bajo el riesgo de perder la función de conectividad 3G.
Es posible descargar actualizaciones de la Página oficial, y de no encontrarlas se pueden descargar de algunas de las capturas de Internet Archive.

## Características
- Lanzamiento: 01 de febrero de 2011 (14 años, 1 mes y 24 días)
- Tarjeta SIM : Mini Sim (2FF)
- Antena : todas internas.
- Pantalla táctil : capacitativa TFT LCD 3,5 pulgadas
- Resolución de pantalla : HVGA 320 x 480 píxeles y 18 bits (262144 colores)
- Sistema operativo : Android 2.2.2 Froyo
- Java: Java Micro Edition con MIDP
- Memoria : para usuario final 150 MiB
- Memoria RAM de 512 MiB
- Memoria flash Interna de 512 MiB, 200 disponibles para el usuario
- Microprocesador : ARMv6 a 800 MHz
- Bandas :
  - GSM 850/900/1800/1900 MHz (cuatribanda)
  - HSDPA 900/2100 u 850/1900
- Datos : GPRS clase 12 / EDGE Clase 12
- Cámara : de 5 megapixels y flash led integrada, con Geo-tagging
- Cámara frontal : VGA
- Multimedia : reproductor multimedia con soporte AAC, AAC+, MP3 WAV, WMA y vídeo MPEG-4 H.264
- Timbres : polifónicos con 64 tonos, MP3, WAV
- Sensores : Acelerómetro, giroscopio, luz y de proximidad
- Conectividad : mini-USB, Bluetooth 2.1, A2DP. GPS con A-GPS
- Batería : interna de Li-ion de 3,7 V y 1300 mAh, 4,81 Wh.
  - Tiempo de espera : hasta 500 horas
  - Tiempo de conversación : hasta 6 h
  - Tiempo de reproducción de música : 10 h
- Formato : Pizarra
- Carcasa : no intercambiable por el usuario, en colores Aubergine, Bluish, Black, Red, White990, CARBON990, CHROME. Teclas ≣ Menú, SEARCH y BACK en la parte baja de la pantalla con botón Home abajo. Botón de POWER en el lateral izquierdo, abajo y bajo ella hojal para el lazo de muñeca. Dos teclas de control de volumen en el lateral derecho. En la parte superior conector mini-USB y minijack de auriculares y manos libres. En la parte inferior pequeña ranura para facilitar retirar la tapa trasera. En la trasera, flash, cámara digital y altavoz. Abriendo, batería Alcatel CAB31P0000C1 de 3,7 V y 1300 mAh. Retirándola aparece en la parte superior izquierda la ranura de la tarjeta SIM y en la inferior derecha la de la MicroSD con el IMEI entre ambas.
- Tamaño : 116 mm (4,57 pulgadas) largo x 62,2 mm (2,45 pulgadas) ancho x 11,2 mm (0,44 pulgadas) alto
- Peso : 144 g (5,08 onzas)
- Tarjeta de memoria : MicroSD de hasta 32 GB
- Tasa de absorción específica : 0,96 W/kg en cabeza y 1,12 W/Kg en el cuerpo.
- Mensajes : SMS con texto predictivo Cootek, MMS,
- eMail : POP3 / SMTP IMAP4, MIME2

### Vídeos en YouTube
- Alcatel One Touch Blaze 990 Hardware Tour
- Разбор телефона Alcatel OT 990 Carbon Desmontando un OT 990 Carbon
- como rootear un alcatel one touch 990 con gingerbread 2.3

- Datos: Q890433